# Laggarebosjön (Haurida socken, Småland)
Laggarebosjön är en sjö i Aneby kommun i Småland och ingår i Motala ströms huvudavrinningsområde. Sjön har en area på 0,0793 kvadratkilometer och ligger 227,9 meter över havet.

## Delavrinningsområde
Laggarebosjön ingår i det delavrinningsområde (641997-142478) som SMHI kallar för Utloppet av Ruppen. Medelhöjden är 264 meter över havet och ytan är 24,74 kvadratkilometer. Det finns inga delavrinningsområden uppströms utan avrinningsområdet är högsta punkten. Vattendraget som avvattnar avrinningsområdet har biflödesordning 3, vilket innebär att vattnet flödar genom totalt 3 vattendrag innan det når havet efter 226 kilometer. Delavrinningsområdet består mestadels av skog (68 procent), öppen mark (11 procent) och jordbruk (14 procent). Avrinningsområdet har 1,29 kvadratkilometer vattenytor vilket ger det en sjöprocent på 5,2 procent.